# Psilocerea apicata
Psilocerea apicata är en fjärilsart som beskrevs av W. Warren 1897. Psilocerea apicata ingår i släktet Psilocerea och familjen mätare. Inga underarter finns listade.